# Slalomvärldsmästerskapen i kanotsport 1987
Slalomvärldsmästerskapen i kanotsport 1987 anordnades i Bourg St.-Maurice, Frankrike. 

## Medaljsummering

### Medaljtabell
| Pl.    | Nation          | Guld | Silver | Brons | Totalt |
| ------ | --------------- | ---- | ------ | ----- | ------ |
| 1      | Frankrike       | 2    | 3      | 1     | 6      |
| 2      | USA             | 2    | 2      | 2     | 6      |
| 3      | Västtyskland    | 2    | 0      | 2     | 4      |
| 4      | Storbritannien  | 2    | 0      | 0     | 2      |
| 5      | Jugoslavien     | 0    | 2      | 1     | 3      |
| 6      | Tjeckoslovakien | 0    | 1      | 2     | 3      |
| Totalt | Totalt          | 8    | 8      | 8     | 24     |

### Herrar
| Gren    | Guld                                                                                                 | Poäng  | Silver | Poäng  | Brons | Poäng  |
| C-1     | Jon Lugbill (USA)                                                                                    | 200,87 | David Hearn (USA)                                                                                         | 210,68 | Bruce Lessels (USA)                                                                                            | 211,33 |
| C-1 lag | USA Jon Lugbill David Hearn Bruce Lessels                                                            | 242,02 | Frankrike Jean Sennelier Thierry Humeau Jacky Avril                                                       | 248,89 | Tjeckoslovakien Juraj Ontko Jozef Hajdučík Jaroslav Slúčik                                                     | 264,84 |
| C-2     | Frankrike Pierre Calori Jacques Calori                                                               | 218,61 | USA Lecky Haller Jamie McEwan                                                                             | 222,24 | Tjeckoslovakien Milan Kučera Miroslav Hajdučík                                                                 | 227,86 |
| C-2 lag | Frankrike Pierre Calori & Jacques Calori Michel Saidi & Jérôme Daval Gilles Lelievre & Jérôme Daille | 260,18 | Tjeckoslovakien Jiří Rohan & Miroslav Šimek Miroslav Hajdučík & Milan Kučera Viktor Beneš & Ondřej Mohout | 261,01 | Västtyskland Frank Hemmer & Thomas Loose Günther Wolkenaer & Fredi Zimmermann Stephan Bittner & Volker Nerlich | 265,34 |
| K-1     | Toni Prijon (FRG)                                                                                    | 191,77 | Jernej Abramič (YUG)                                                                                      | 192,81 | Marjan Štrukelj (YUG)                                                                                          | 192,92 |
| K-1 lag | Storbritannien Richard Fox Melvyn Jones Russell Smith                                                | 214,33 | Jugoslavien Jernej Abramič Marjan Štrukelj Janez Skok                                                     | 217,18 | Frankrike Christophe Prigent Laurent Brissaud Manuel Brissaud                                                  | 218,86 |

### Damer
| Gren    | Guld                                                             | Poäng  | Silver                                                                  | Poäng  | Brons                                      | Poäng  |
| K-1     | Elizabeth Sharman (GBR)                                          | 216,64 | Myriam Jerusalmi (FRA)                                                  | 218,92 | Elisabeth Micheler (FRG)                   | 222,22 |
| K-1 lag | Västtyskland Margit Messelhäuser Ulla Steinle Elisabeth Micheler | 273,40 | Frankrike Myriam Jerusalmi Marie-Françoise Grange-Prigent Sylvie Arnaud | 282,63 | USA Cathy Hearn Dana Chladek Maylon Hanold | 286,95 |